# Collision Damage Waiver
Die Collision Damage Waiver (deutsch: Verzicht bei Unfallschäden), häufiger CDW, auch Loss Damage Waiver bzw. LDW, ist eine Vereinbarung, bei der Vermieter von Kraftfahrzeugen auf ihr Recht verzichten, bei Schäden vom Mieter eine Entschädigung zu verlangen. Solche Verzichtsvereinbarungen können Vermieter selbständig, ohne Einbindung eines Versicherungsunternehmens, anbieten. 
Üblicherweise ist der vereinbarte Verzicht nur ein Teilverzicht in dem Sinne, dass ein Selbstbehalt gilt, den der Mieter tragen muss; nur die diesen übersteigende Summe wird von der CDW übernommen.
Vollständige CDWs (bei denen der Selbstbehalt auf Null reduziert ist), werden unter Namen wie Super-CDW angeboten.
Eine CDW deckt nur Unfallschäden ab (außer Wildunfällen). Ausgeschlossen sind somit nicht unfallverursachte Schäden an Reifen, Glas, Außenspiegeln, Unterboden, Innenraum, Dach und Motor, Abschleppkosten, Verwaltungsgebühren und Diebstahl.